# Split Cherry Tree
Split Cherry Tree ist ein US-amerikanischer Kurzfilm von Andrei Kontschalowski aus dem Jahr 1982.

## Handlung
13. März 1940: Auf einer Exkursion entfernen sich David Sexton und seine Mitschüler Fred und Glenn von der Gruppe. Auf einem jungen Kirschbaum entdecken sie eine Echse, die sie fangen wollen. Der Baum trägt die Jungen nicht und ein großer Ast bricht ab. Der Baumbesitzer reagiert wütend. Am Nachmittag hat der Klassenleiter Professor Herbert für alle drei Jungen die Strafe festgelegt: Sie sollen einen Dollar Entschädigung zahlen. Während Fred und Glenn den Dollar abgeben und gehen dürfen, ist der aus einer einfachen Farmerfamilie stammende David nicht in der Lage, die Summe aufzubringen. Herbert lässt ihn die Summe abbezahlen. Er soll zwei Tage lang je zwei Stunden den Schulboden wischen und sich damit 25 Cent pro Stunde verdienen.
Als David am Abend zwei Stunden zu spät zurück auf die Farm kommt, stellt ihn sein Vater zur Rede. Er reagiert wütend, dass David nur aufgrund seiner Armut länger in der Schule festgehalten wurde, und kündigt an, Herbert am nächsten Morgen zur Rede zu stellen. In seiner Wut nimmt er einen Revolver mit in die Schule und bedroht Herbert, töte eine Kugel doch ungeachtet der sozialen Herkunft des Menschen. Herbert macht Mr. Sexton klar, dass das Handeln der Jungen eine Konsequenz haben musste. Damit der Vater sieht, wie der Junge lernt, darf Mr. Sexton am Unterricht als Zuschauer teilnehmen. Davids Mitschüler lachen ihn heimlich aus; Fred und Glenn lauern David später auf der Toilette auf und zerreißen seinen für die Stunde vorbereiteten Vortrag über den Frosch. In der Stunde wiederum verhindert Mr. Sexton die Sezierung einer Schlange, habe er doch nichts gegen Schlangen, da sie gute Mäusefänger seien, und dulde auch keine Tötung einer Schlange in seiner Gegenwart. Herbert wendet sich daher den mündlichen Vorträgen zu und ruft als ersten David auf. Er erscheint ohne Aufzeichnungen und verblüfft seine Mitschüler, weil er den Vortrag stattdessen auswendig aufsagen kann.
Nach der Stunde bleiben Herbert und Mr. Sexton allein im Klassenraum zurück. Mr. Sexton ist vom Wissen seines Sohnes beeindruckt, versteht jedoch nicht, was all das wirklich mit Bildung zu tun hat. Herbert erklärt es ihm anhand von Bakterien, die Mr. Sexton nach eigener Aussage weder hat, noch je gesehen hat. Mr. Sexton schabt sich eine Probe von seinen Zähnen ab und Herbert legt sie ihm unter das Mikroskop, wo Mr. Sexton erstmals Bakterien sieht und begeistert ist. Vor dem Klassenzimmer verspotten Fred und Glenn Davids Vater, der dumm sei. David verteidigt seinen Vater und selbst als er brutal die Treppe hinuntergestoßen wird, steht er den Jungen dennoch voll Stolz gegenüber. Die Jungen gehen und David beginnt, seine letzten zwei Stunden mit dem Fußbodenwischen abzuarbeiten. Herbert will diese Aufgabe auf einen anderen Tag verschieben, doch lässt sich Mr. Sexton einen zweiten Schrubber bringen, um die Aufgabe mit seinem Sohn zu erledigen. Später gehen Vater und Sohn nach Hause. Der Vater hat nun keine Vorbehalte mehr gegen die Schulbildung seines Sohnes und hat erkannt, dass dieser schon jetzt klüger als er ist. Dennoch gibt er ihm einige Weisheiten mit auf den Weg: Schulden immer zurückzahlen, ehrlich sein, freundlich mit Tieren umgehen und keine Schlangen ärgern.

## Produktion
Split Cherry Tree beruht auf der gleichnamigen Kurzgeschichte von Jesse Stuart. Der Film wurde von der Learning Corporation of America produziert. Es war der erste englischsprachige Film Kontschalowskis. Die Kostüme schuf Dianne Finn Chapman, als künstlerischer Leiter fungierte Jane Musky. Der Film wurde 1982 veröffentlicht.

## Auszeichnungen
Split Cherry Tree wurde 1983 für einen Oscar in der Kategorie Bester Kurzfilm nominiert.